# Culla
Culla (en valencien et en castillan) est une commune d'Espagne de la province de Castellón dans la Communauté valencienne. Elle est située dans la comarque de l'Alt Maestrat et dans la zone à prédominance linguistique valencienne.

## Géographie

Localisation de Culla
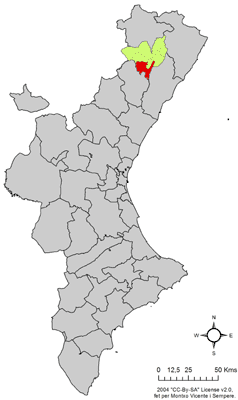
dans la Communauté valencienne.
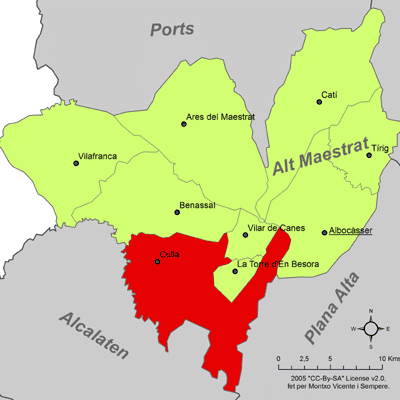
dans la comarque de l'Alt Maestrat.

Culla est située dans la Sierra d'En Segures. Son orographie se caractérise par de grands dénivelés, de profonds ravins et de nombreuses grottes et gouffres, ce qui explique que toute cette zone possède des paysages d'un grand intérêt.
Le climat est méditerranéen, mais avec des contrastes plus accusés à cause de l'influence du relief. Les hivers sont un peu plus froids que sur la côte et la neige n'est pas rare en hiver. Les étés sont très agréables, chauds durant le jour et frais la nuit.
On accède à cette localité depuis Castellón en prenant la CV-10 et ensuite la CV-15 et enfin la CV-163.

### Hameaux et districts ruraux (pedanías)
Sur le territoire de Culla, on trouve les hameaux suivants:

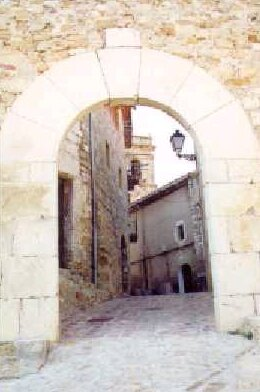
"Porta Nova"

- Molinell.
- Monllat.
- Paulo.
- Pla de la Torreta.
- Pla del Sabater.
- Riu Sec.
- Roques de Llaó.
- Sales de Matella.
- Torre de Matella.

### Communes limitrophes
Le territoire de Culla est voisin des communes suivantes :
Benasal, Vilar de Canes, Torre de Embesora, Albocácer, Sierra Engarcerán, Useras, Atzeneta del Maestrat, Benafigos et Vistabella del Maestrazgo, toutes dans la province de Castellón.

## Histoire
Ses origines remontent aux époques préhistoriques ainsi que le démontrent les restes archéologiques trouvés autour de la Font de la Carrasca et à la Roca del Corb, ainsi que les peintures rupestres du Barranc de Santa María y Covarxa ou les restes d'un lieu de peuplement ibérique au Castellar.
Jusqu'au Moyen Âge, on manque de données historiques sur le village de Culla. Elle a été sous la domination musulmane jusqu'au début du XIIIe siècle, passant de manière définitive aux mains des chrétiens en 1233, après avoir été reconquise par D. Blasco de Alagón.
Culla reçut la Charte de repeuplement (Carta de Población) en 1244, des mains de Guillem d'Anglesola et de son épouse Constanza de Alagón.
Le Château de Culla jouait à cette époque un rôle stratégique important par sa situation et par l'étendue de son territoire.
En 1303, Guillem d'Anglesola, petit-fils de Blasco de Alagón, vendit Culla et toutes ses possessions à l'Ordre du Temple pour la somme de 500.000 sous. En 1312, cet Ordre est dissout par ordre du Pape. À partir de 1317, Culla devint possession de l'Ordre de Santa María de Montesa.
Il faut noter à cette époque la naissance de la Setena de Culla ou Comunitat d'Herbatge qui était constituée par Culla, Benasal, Vistabella del Maestrazgo, Atzeneta del Maestrat, Benafigos, Vilar de Canes et de la Torre de Embesora. Ce groupement de communes acheta les droits d'exploitation des pacages et des forêts à l'Ordre de Montesa, afin de pouvoir défendre avec plus de force leurs intérêts communs en matière d'élevage. Le fonctionnement de la Setena de Culla a duré jusqu'au milieu du XIXe siècle.
Le XVIIIe siècle a vu une grande transformation urbanistique de Culla, avec la construction de l'Église, de l'ermitage de San Cristóbal, ainsi que d'autres travaux d'amélioration et d'agrandissement du centre urbain.

## Population
| 1990  | 1992 | 1994 | 1996 | 1998 | 2000 | 2002 | 2004 | 2005 | 2013 |
| ----- | ---- | ---- | ---- | ---- | ---- | ---- | ---- | ---- | ---- |
| 1 010 | 946  | 918  | 844  | 811  | 771  | 723  | 697  | 677  | 583  |

## Politique et administration
| Liste des maires |                              |       |         |
| Période          | Identité                     | Parti | Qualité |
| 1979-1983        | Rafael Rull Miralles         | UDC   | -       |
| 1983-1987        | Francisco-Hortelano Edo Roig | AP    | -       |
| 1987-1991        | Nicomedes Bellés Orenga      | PP    | -       |
| 1991-1995        | Juan-Miguel Alcácer Bellés   | PP    | -       |
| 1995-1999        | Manuel Traver Beltrán        | PP    | -       |
| 1999-2003        | Luis Moliner Miralles        | PP    | -       |
| 2003-2007        | Luis Moliner Miralles        | PP    | -       |
| 2007-2011        | José Francisco Bellés Porca  | PP    | -       |
| 2011-2015        | José Francisco Bellés Porca  | PP    | -       |
| 2015-2019        | Víctor Fabregat Tena         | PP    | -       |

## Économie
Basée traditionnellement sur l'agriculture de zone sèche (amandier, noisetier, olivier, vigne et céréales) ainsi que l'élevage.
L'élevage prédominant est extensif (ovins, caprins, bovins), et dans une moindre mesure intensif (porcins, élevage avicole et apiculture).

## Monuments et sites
Le village conserve en son centre son tracé médiéval.

### Monuments religieux

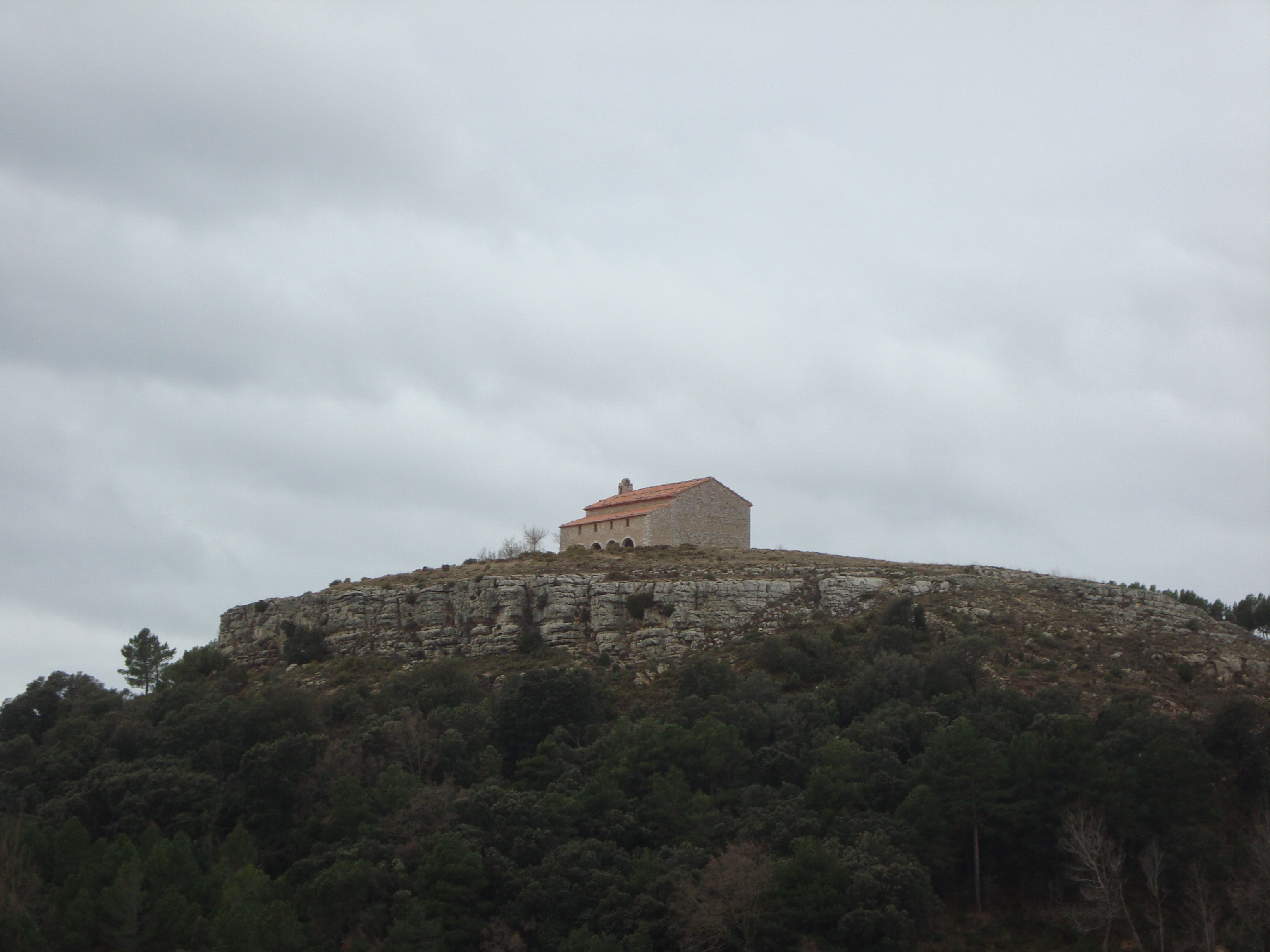
Ermitage de Sant Cristobal (Culla)

- Culla (Alt Maestrat, Castelló)Ermitage de Sant Cristobal (Culla)Église Paroissiale del Salvador. Elle fut construite à l'emplacement d'une église antérieure au début du XVIIIe siècle. À l'intérieur, on trouve le retable de Saint Roch, triptyque peint du XVIe siècle, et la statue en pierre de El Salvador, patron de la ville de Culla, de style gothique et datée du XVe siècle.

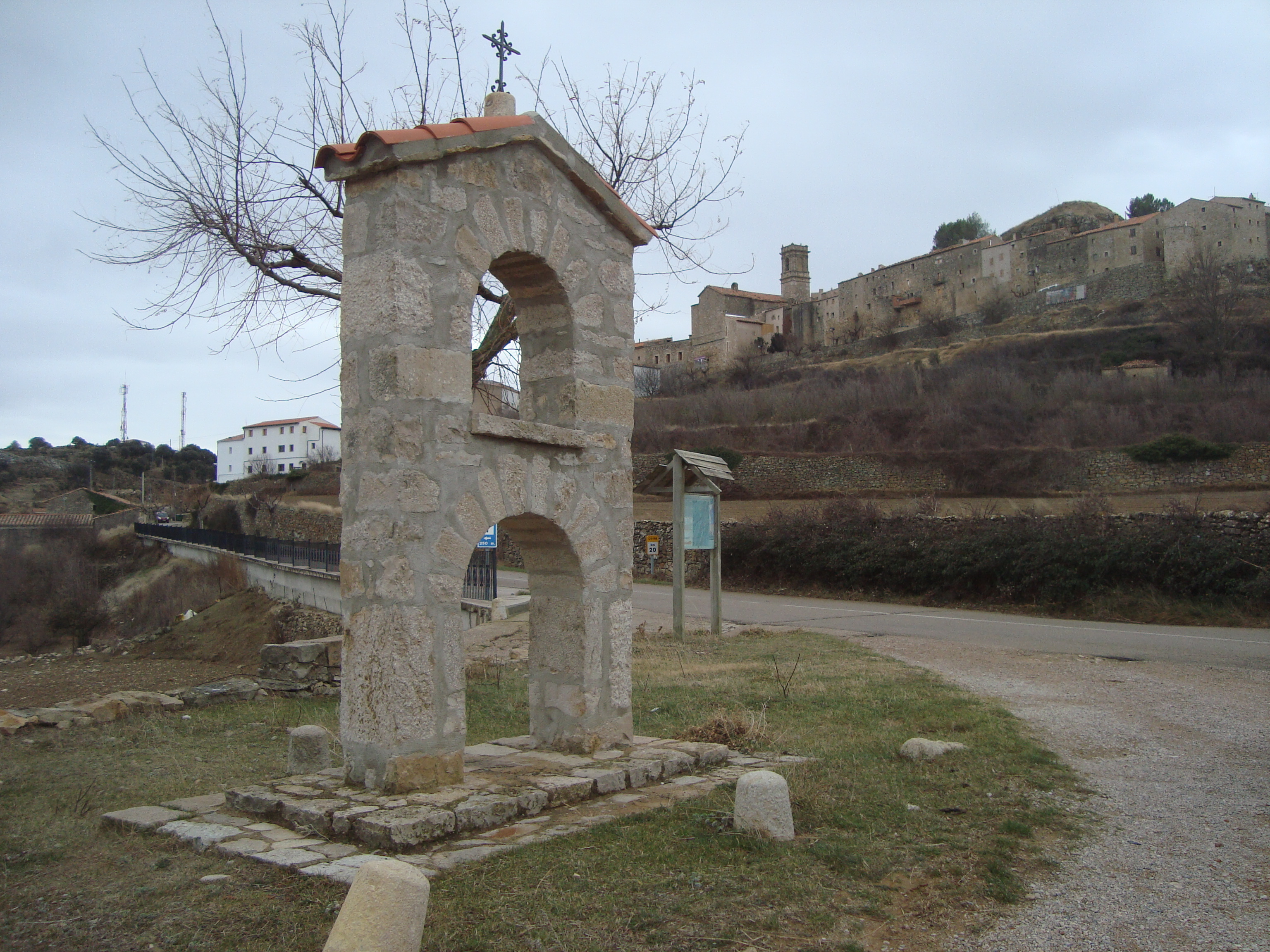
Culla (Alt Maestrat, Castelló)

- Ermitage de San Roque, construit au XVIe siècle.

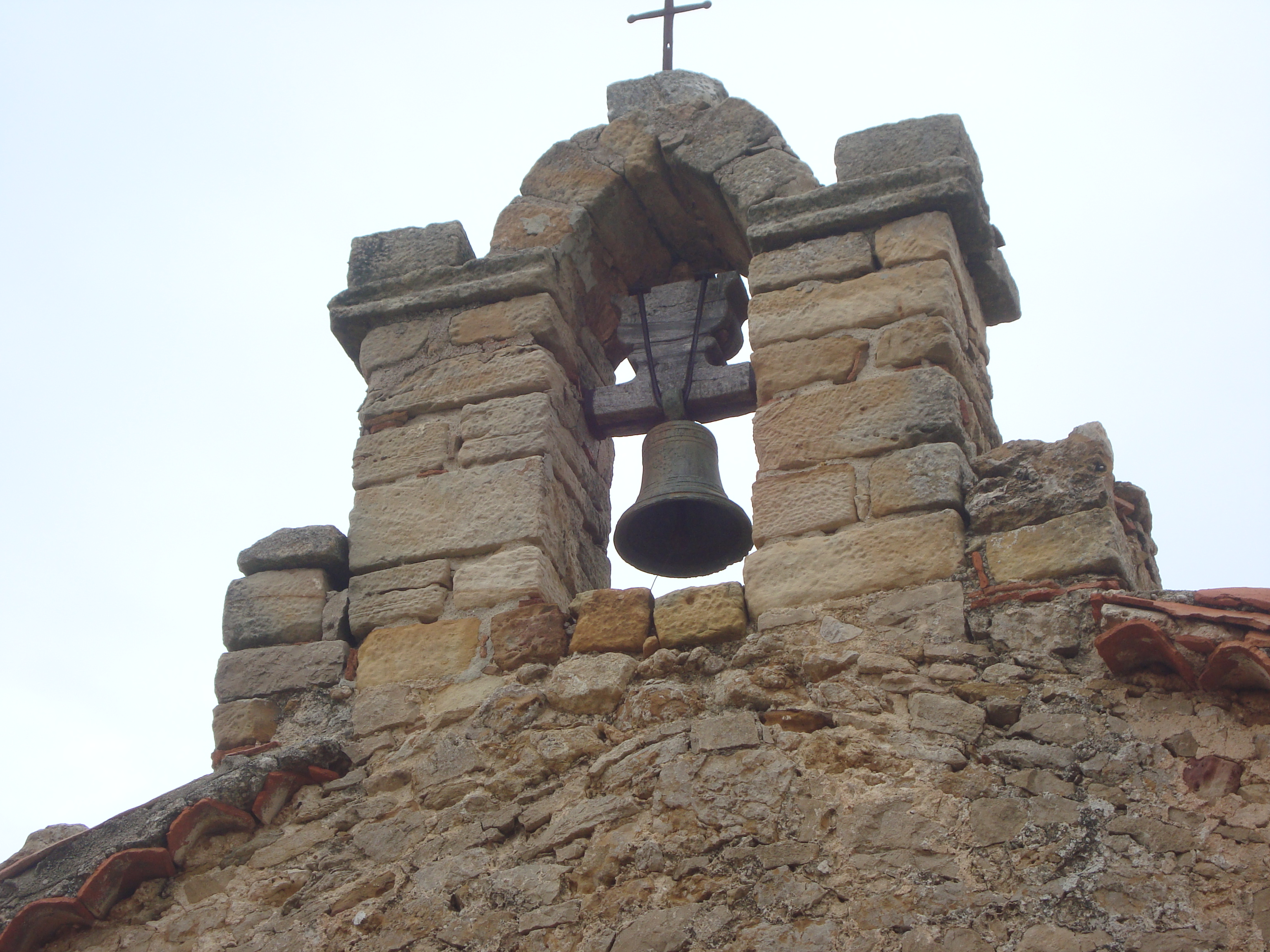
Ermitage de San Roque (Culla)

- Ermitage de San Roque (Culla)Ermitage de San Cristóbal, construit à la fin du XVIIIe siècle.

### Monuments civils

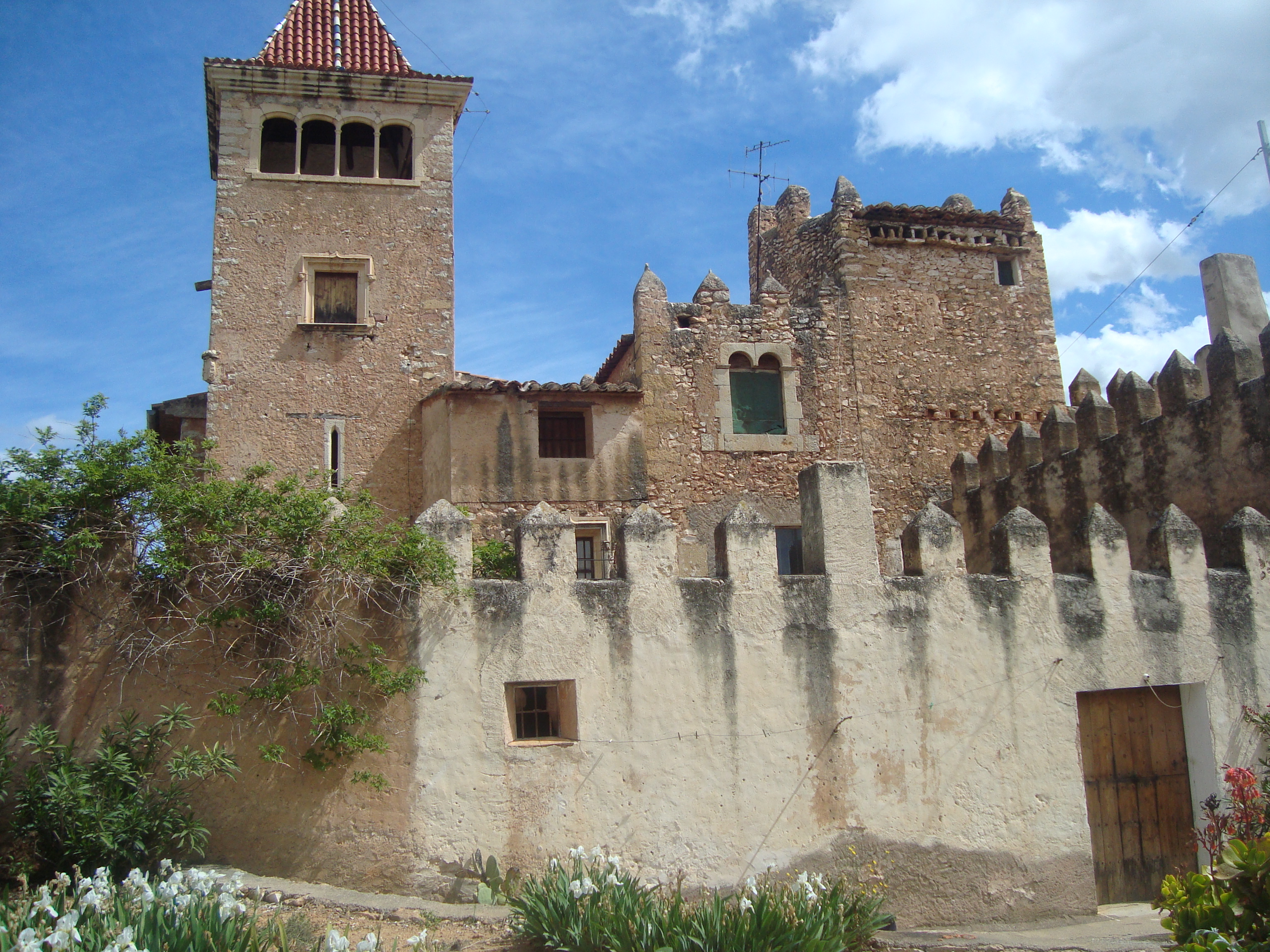
Torre Matella (Alt Maestrat, Culla)

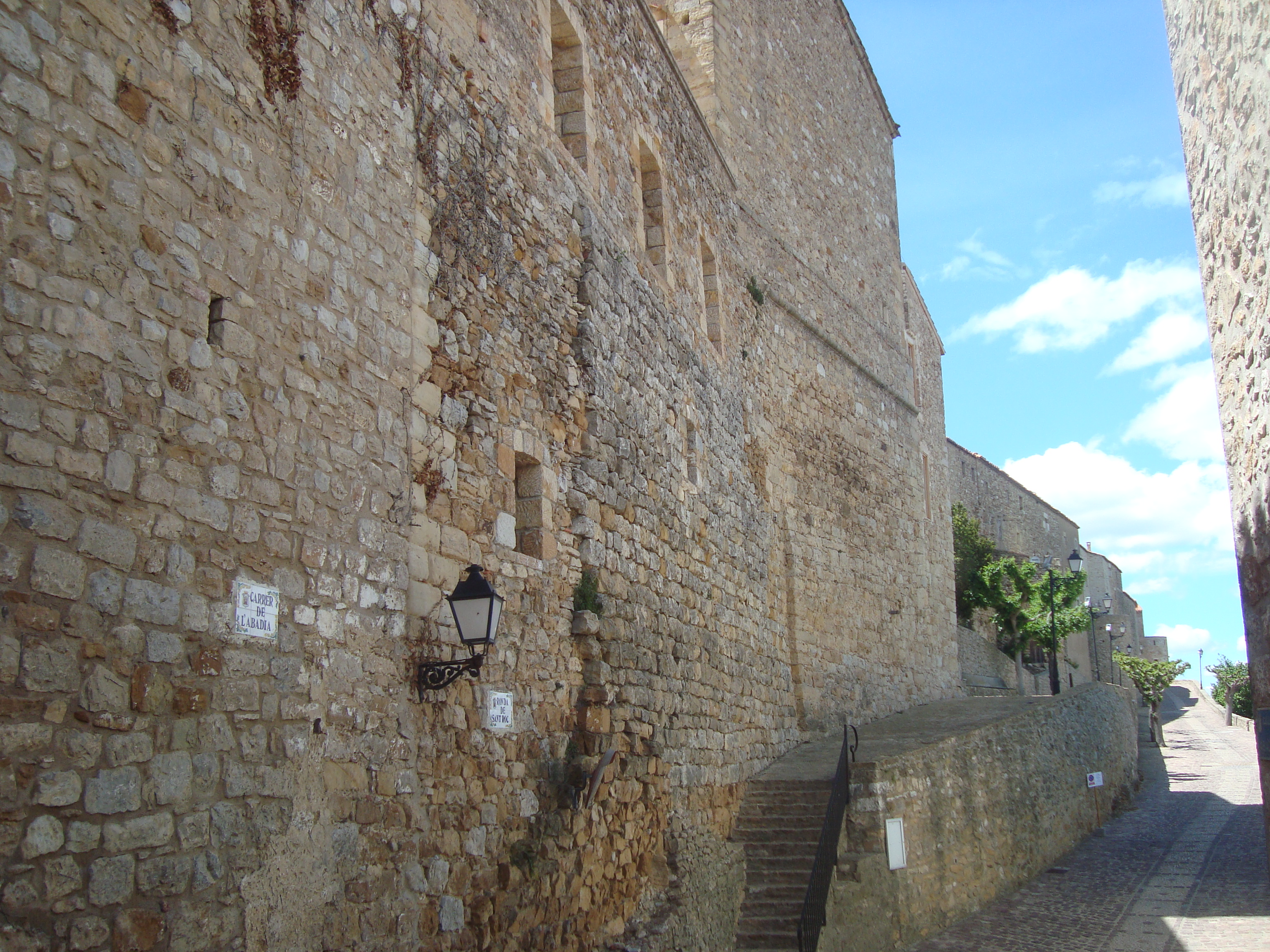
Muralles de Culla

- Torre Matella (Alt Maestrat, Culla)Muralles de CullaChâteau de Culla. Au XIXe siècle, à la suite de la guerre carliste de sept ans, il fut détruit et arasé. Notons la Torre de Frare Pere  (Tour du Frère Pierre) et celle de la porte d'entrée à la Barbacane du Château, avec les écus d'armes de l'Ordre de Montesa.

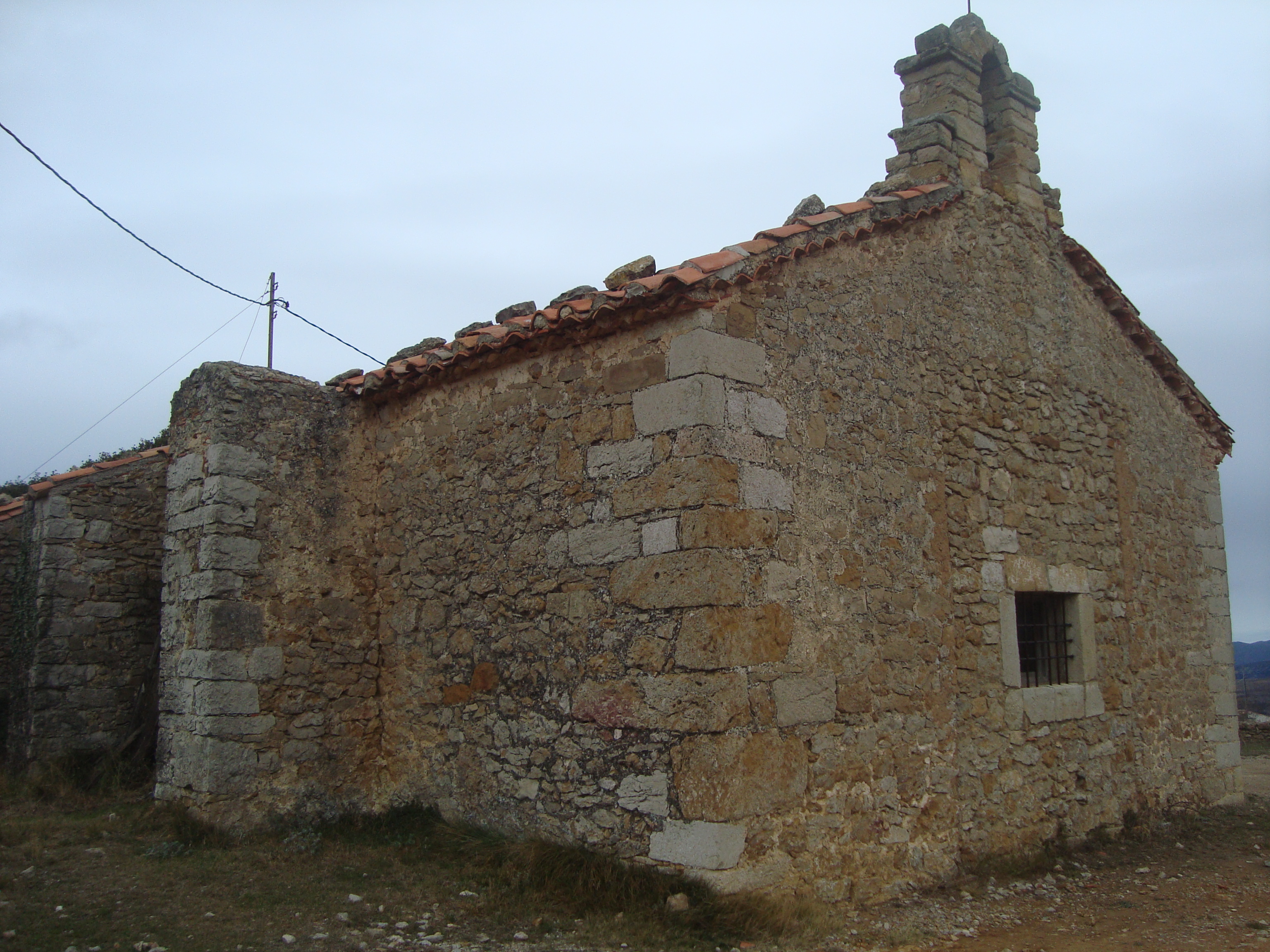
Ermitage de Sant Roc (Culla, Alt Maestrat, Castelló)

- Ermitage de Sant Roc (Culla, Alt Maestrat, Castelló)"La Presó" (XIIIe et XIVe siècles), ancien Grenier du Commandeur qui fut utilisé comme prison durant les guerres carlistes.

- Ancien Hôpital, du XVIIe siècle, réhabilité en 1993.

### Sites
- Grottes, Sources et Gouffres de la zone du río Montlleó. Parmi las zones de grand intérêt écologique, se trouve la zone de la rivière Montlleó, tant pour la richesse de la flore et de la faune autochtone (houx, chèvre ibérique, sangliers, rapaces, vautours, petits rongeurs, etc.), que pour le côté sauvage du terrain, parsemé de nombreux gouffres, grottes et pour l'aménagement du terrain en terrasses typique de la fin du XIXe siècle et actuellement abandonné.

- Grottes, Sources et Gouffres de la zone du Río Molinell. Dans cette zone abondent les points d'eau qui étaient anciennement propices à la construction de nombreux moulins à eau dans les fermes proches du Río Molinell et qui actuellement sont abandonnés, même si perdure leur intérêt ethnologique: Molí Alt, Moli Toni, Molí Tòfol, Molinet et Molí Teressa.

- Mirador del Terrat, avec d'impressionnantes vues panoramiques qui permettent de jouir du paysage de la comarque et, si le jour le permet, d'apercevoir la mer Méditerranée.

- "Carrasca" de Culla, chêne centenaire qui a été qualifié d'arbre monumental de la Communauté valencienne.

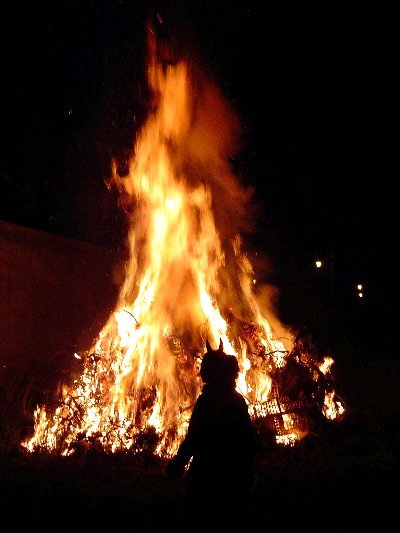
Feux de la fête de San Antonio

## Fêtes
- Les Fêtes Patronales se célèbrent à la mi-août, les 15, 16 et 17 de ce mois, en l'honneur de l'Assomption de la Vierge, Saint Roch et Le Sauveur.

- Fête de San Miguel, qui se célèbre le dernier week-end de septembre.

- Fête de San Pedro Mártir y de San Antonio Abad, qui se célèbrent le dernier week-end d'avril, lors de laquelle on peut noter Les Albaes (chants populaires en valencien). Très connue également la remise de la Coqueta, élaborée de manière traditionnelle par les Mayorales de San Antonio en collaboration avec les habitants de la commune. Notons également les Corregudes.

- Romería a San Juan de Peñagolosa, au lieu-dit de Vistabella, dont l'origine remonte au XIVe siècle et qui aujourd'hui continue à être célébrée le samedi de la Semaine du Corpus Christi.

- Celebración del Corpus Christi, avec la Procession depuis l'église dans les rues du centre, les majestueuses Bannières, les autels fleuris et les enfants faisant sonner les traditionnelles "Pixurrulls".